# Vincent Gagnier
Vincent Gagnier (21 de julio de 1993) es un deportista canadiense que compitió en esquí acrobático, especialista en la prueba de big air. Consiguió dos medallas en los X Games de Invierno.

## Medallero internacional
| \| X Games de Invierno \| X Games de Invierno \| X Games de Invierno \| X Games de Invierno \| \| Año \| Lugar \| Medalla \| Prueba \| \| ------------------- \| ---------------------- \| ------------------- \| ------------------- \| \| 2014 \| Aspen (Estados Unidos) \| Medalla de plata \| Big air \| \| 2015 \| Aspen (Estados Unidos) \| Medalla de oro \| Big air \| |                        |                  |         |
| X Games de Invierno |                        |                  |         |
| Año | Lugar                  | Medalla          | Prueba  |
| 2014 | Aspen (Estados Unidos) | Medalla de plata | Big air |
| 2015 | Aspen (Estados Unidos) | Medalla de oro   | Big air |